# Visucius

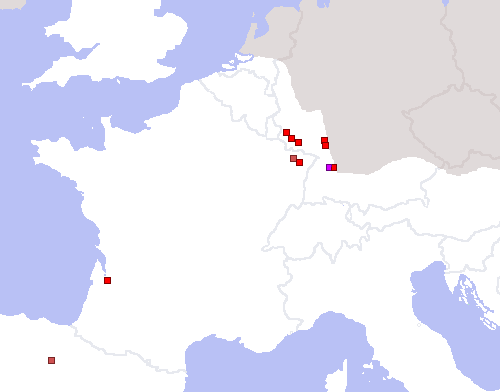
Mapa de la distribución de las inscripciones dedicadas a Mercurio Visucius.

Visucius fue un dios celta, comúnmente identificado con Mercurio. Fue adorado principalmente en el este de Galia, en Tréveris y en Rin, y su nombre se conoce gracias a diez inscripciones dedicatorias. Una de esas inscripciones fue encontrada en Burdeos. Visucius es junto con Gebrinius y Cissonius, los epítetos más comunes del Mercurio galo.
El nombre ha sido interpretado con el significado "de los cuervos" o "erudito"; de la raíz protocelta *weiko- 'cuervo' y *witsu- 'conocimiento'.